# Adobe Encore
Adobe Encore (ранее Adobe Encore DVD) — приложение для DVD-авторинга, разработанное компанией Adobe Systems и предназначенное для создания полупрофессиональных DVD-Video- и любительских Blu-Ray-дисков. Видео- и аудио-ресурсы, предназначенные для размещения на диске, могут иметь любой поддерживаемый формат, в процессе записи они транскодируются в MPEG-2-видео и Dolby Digital-аудио. Меню для DVD может быть создано непосредственно в самой программе, выбрано из библиотеки или спроектировано в Adobe Photoshop. Видео может быть импортировано непосредственно из Adobe Premiere Pro и Adobe After Effects без промежуточного просчёта. В 2012 году разработка Encore была прекращена.